# Erengaobi
Erengaobi (kinesiska: 额仁高比, 额仁高比苏木) är en socken i Kina. Den ligger i den autonoma regionen Inre Mongoliet, i den norra delen av landet, omkring 800 kilometer nordost om regionhuvudstaden Hohhot.
Genomsnittlig årsnederbörd är 516 millimeter. Den regnigaste månaden är juli, med i genomsnitt 155 mm nederbörd, och den torraste är januari, med 5 mm nederbörd.